# Fases da Terra

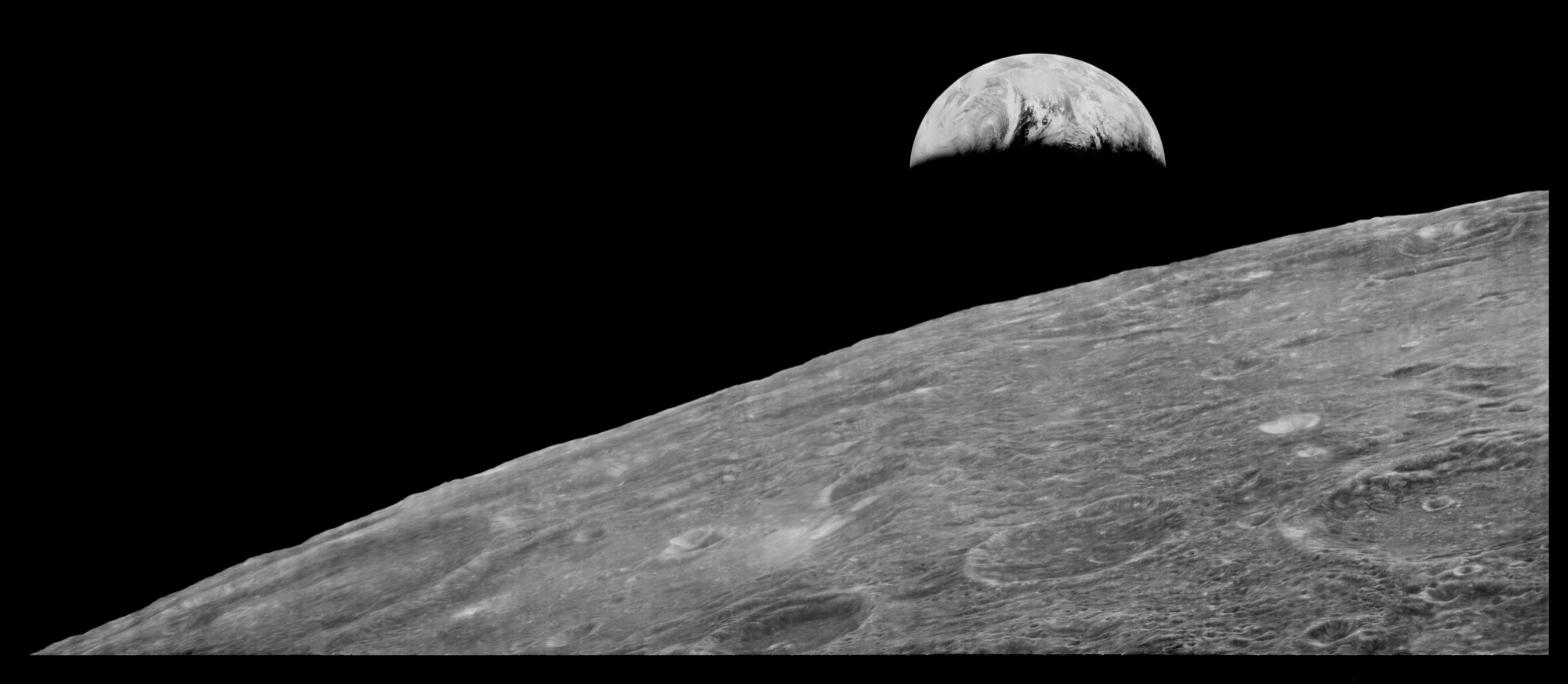
A Terra "crescente" vista da Lua.

As fases da Terra referem-se a mudança aparente da porção visível iluminada do planeta devido a sua variação de posição em relação ao Sol como visto a partir da Lua ou de qualquer outro local "extraterrestre". Tendo como ponto de vista a Lua, o ciclo completo, corresponde ao período sinódico do nosso satélite: cerca  de 29,53 dias.

## As fases

Algumas fases da Terra vistas da Lua
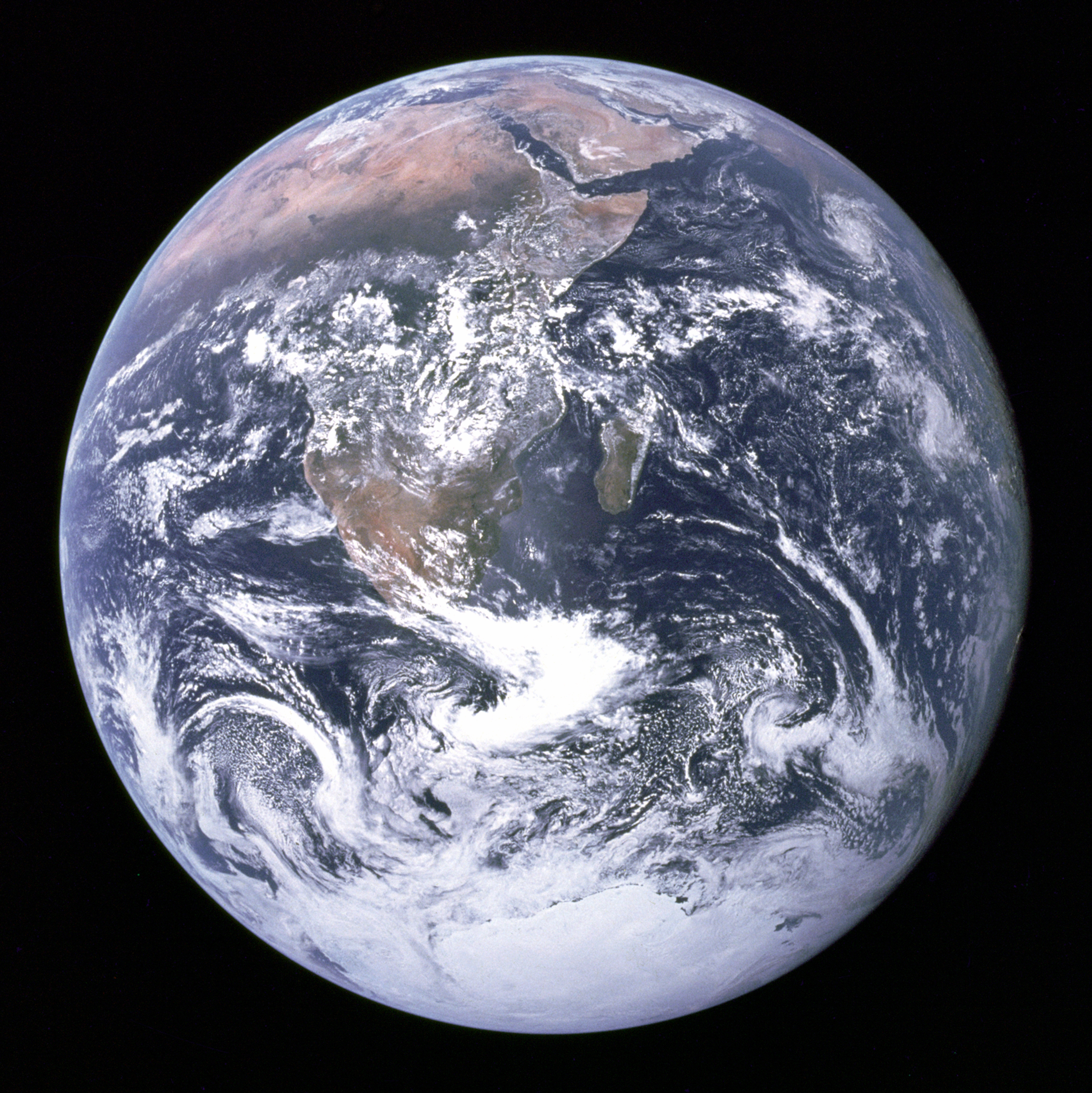
Terra cheia
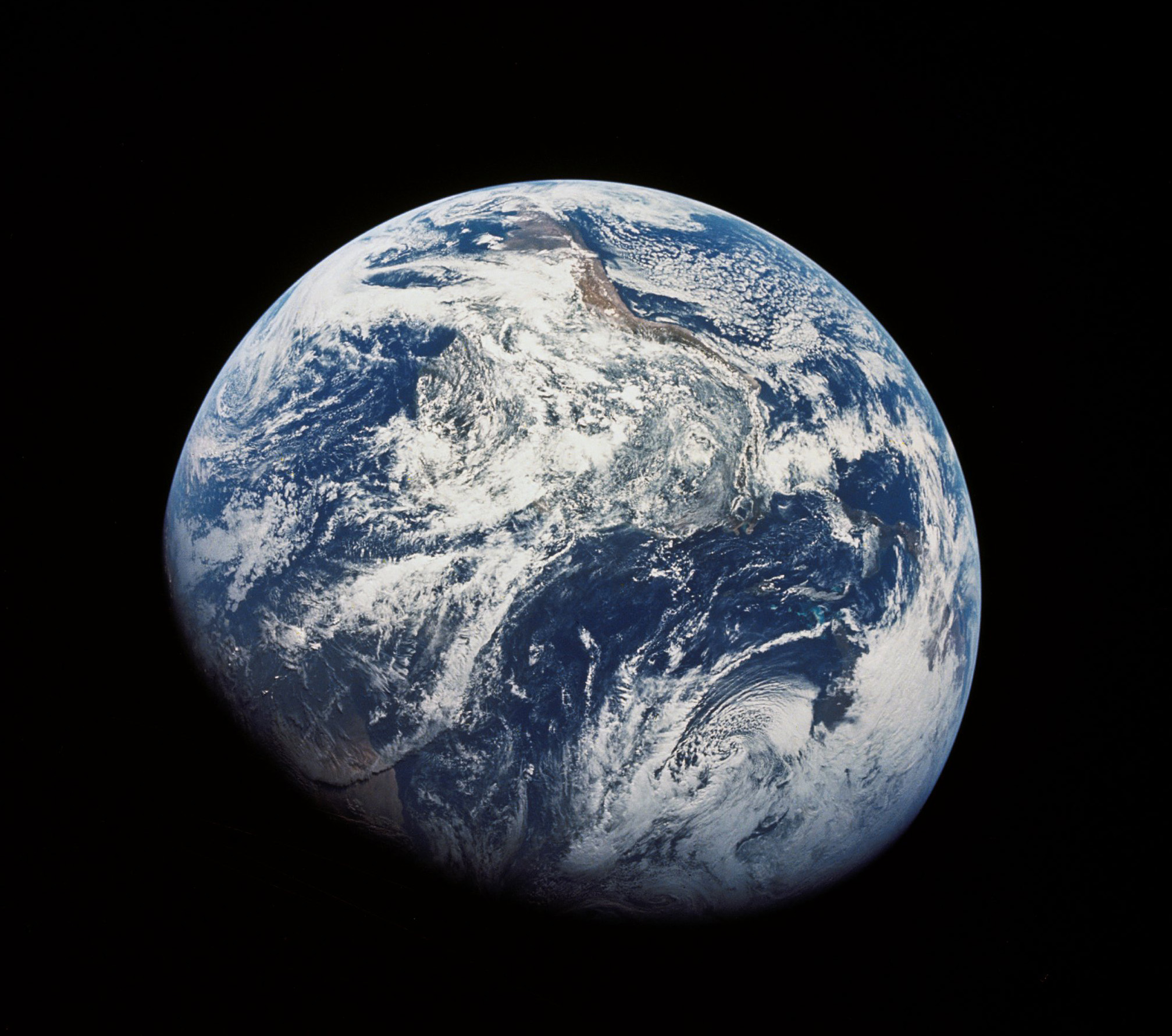
Terra minguante
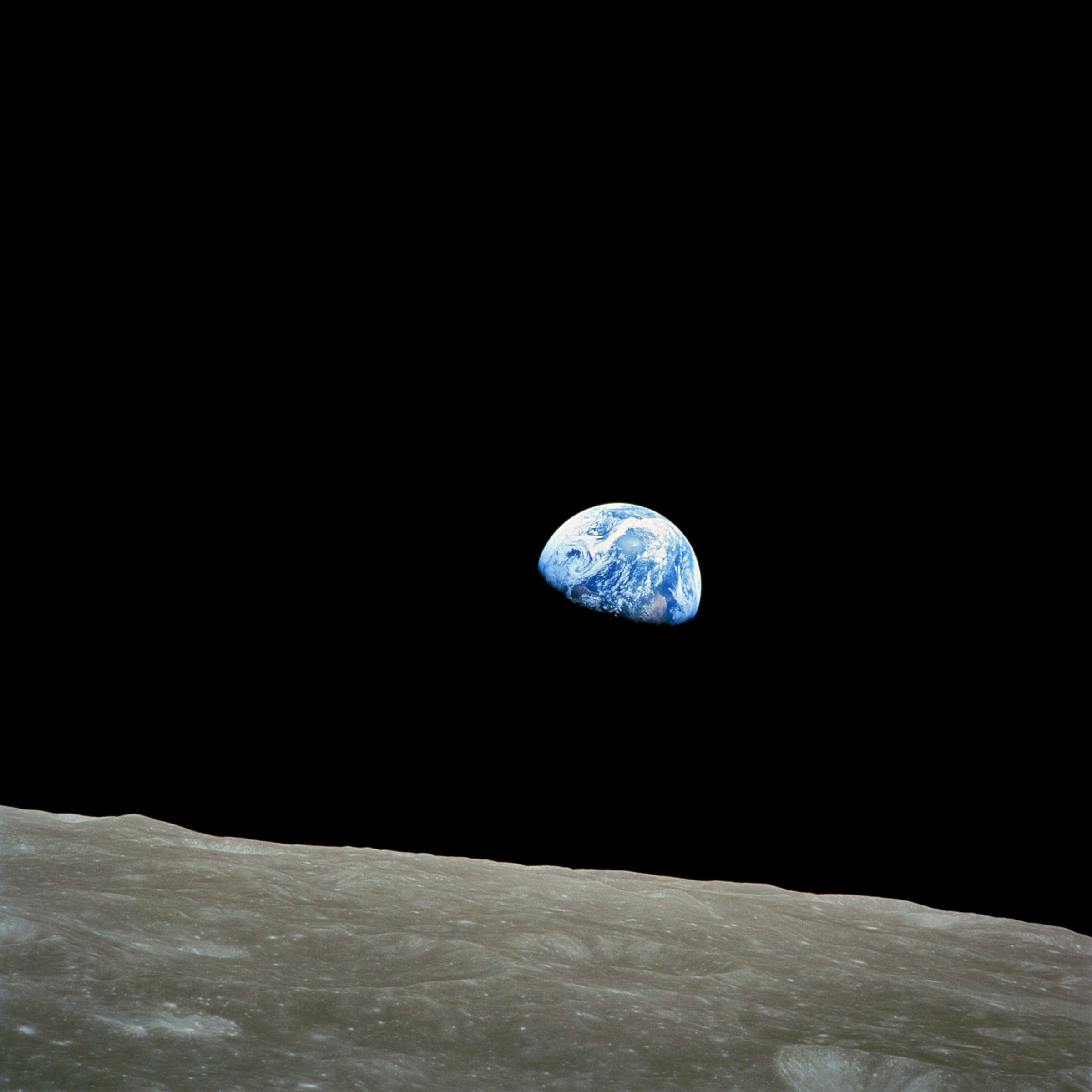
Quarto minguante
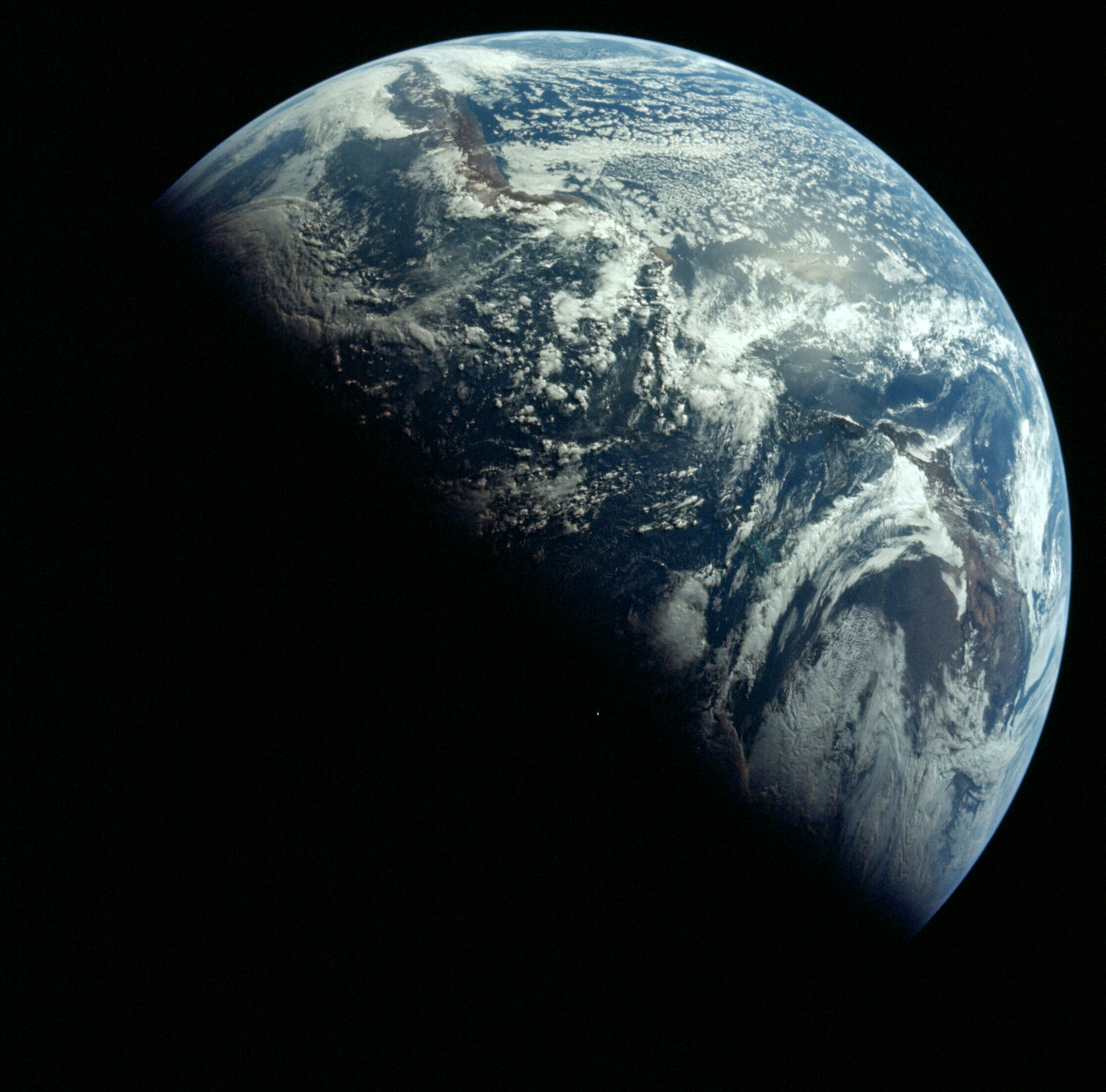
Quarto minguante
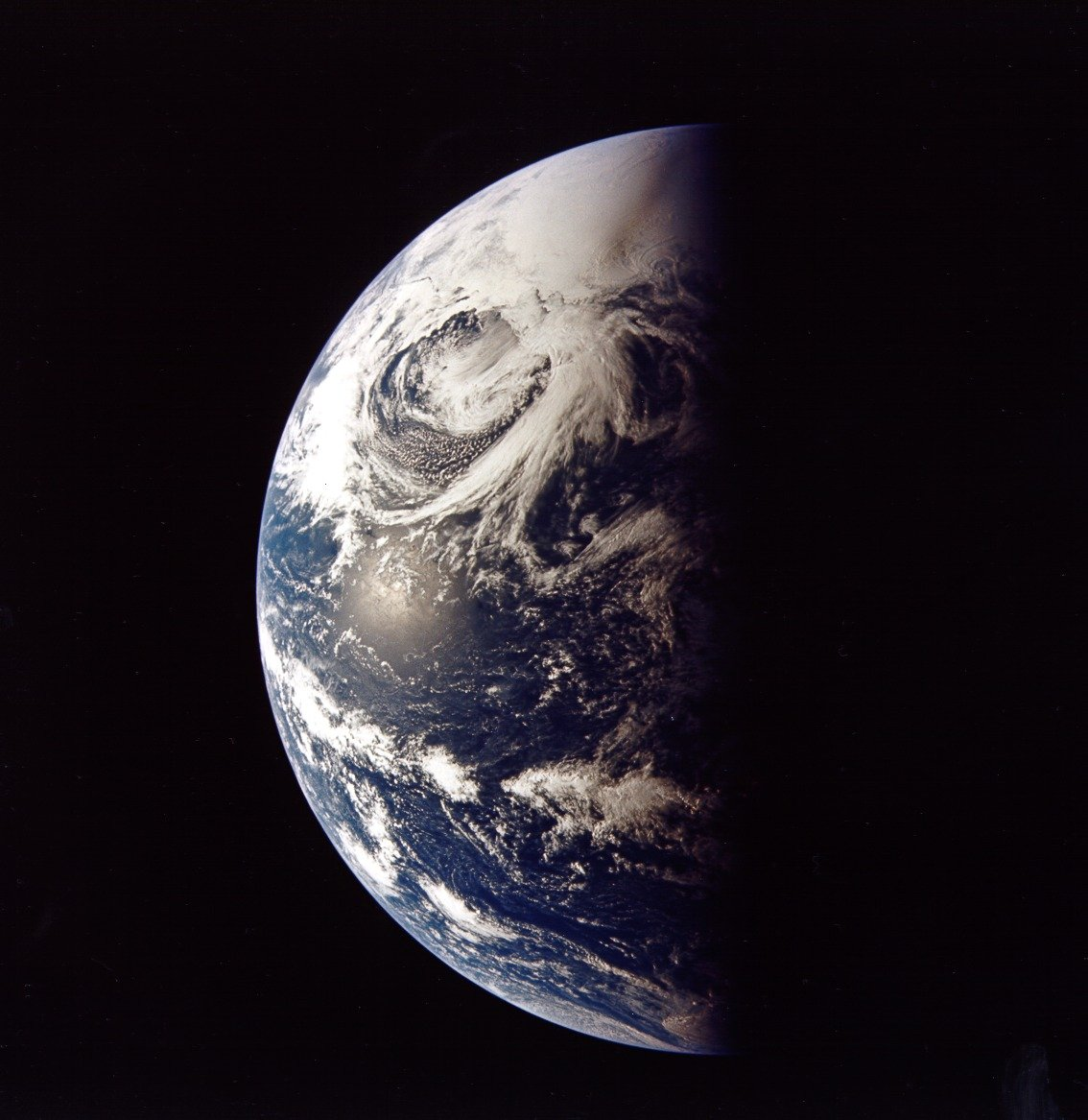
Quarto crescente
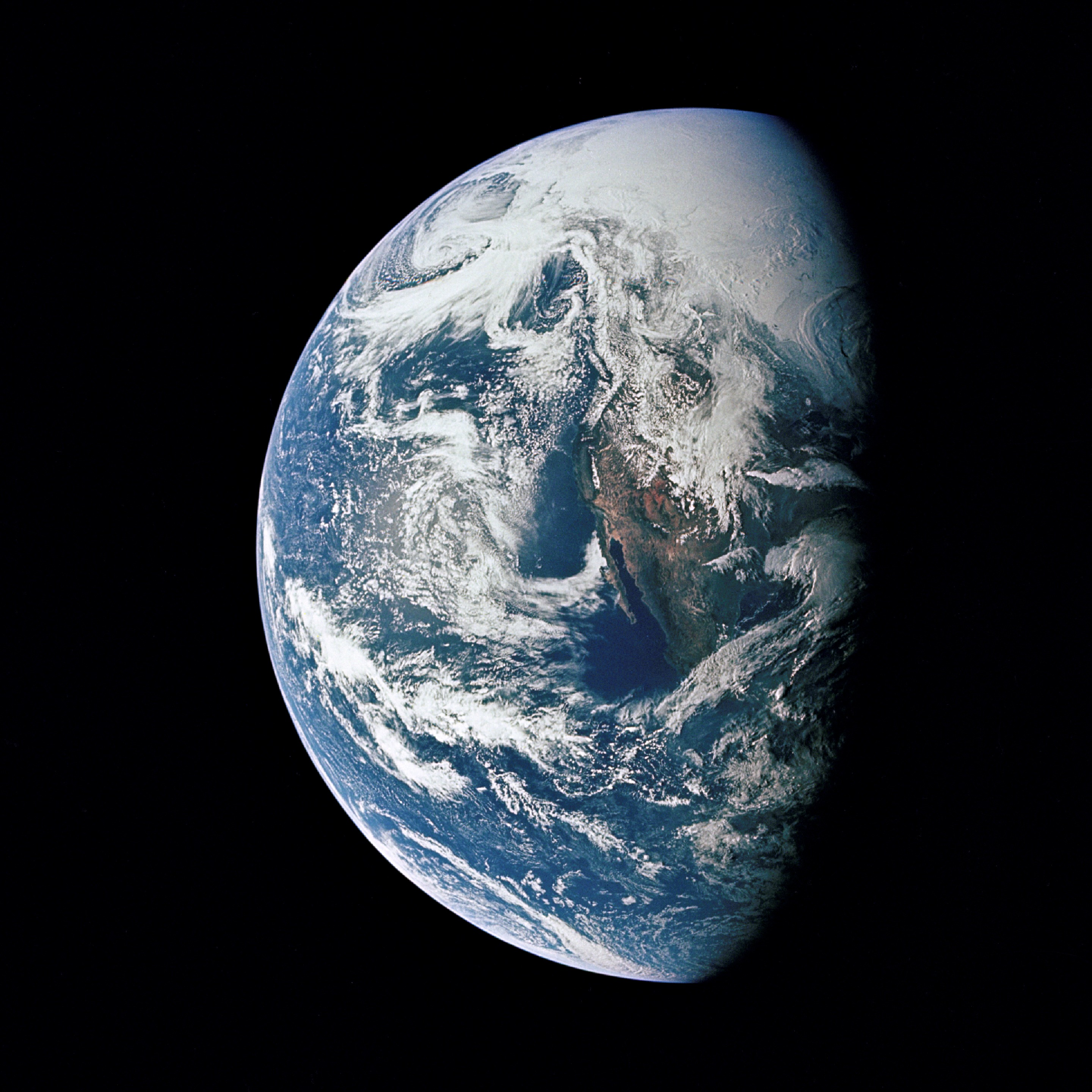
Quarto crescente
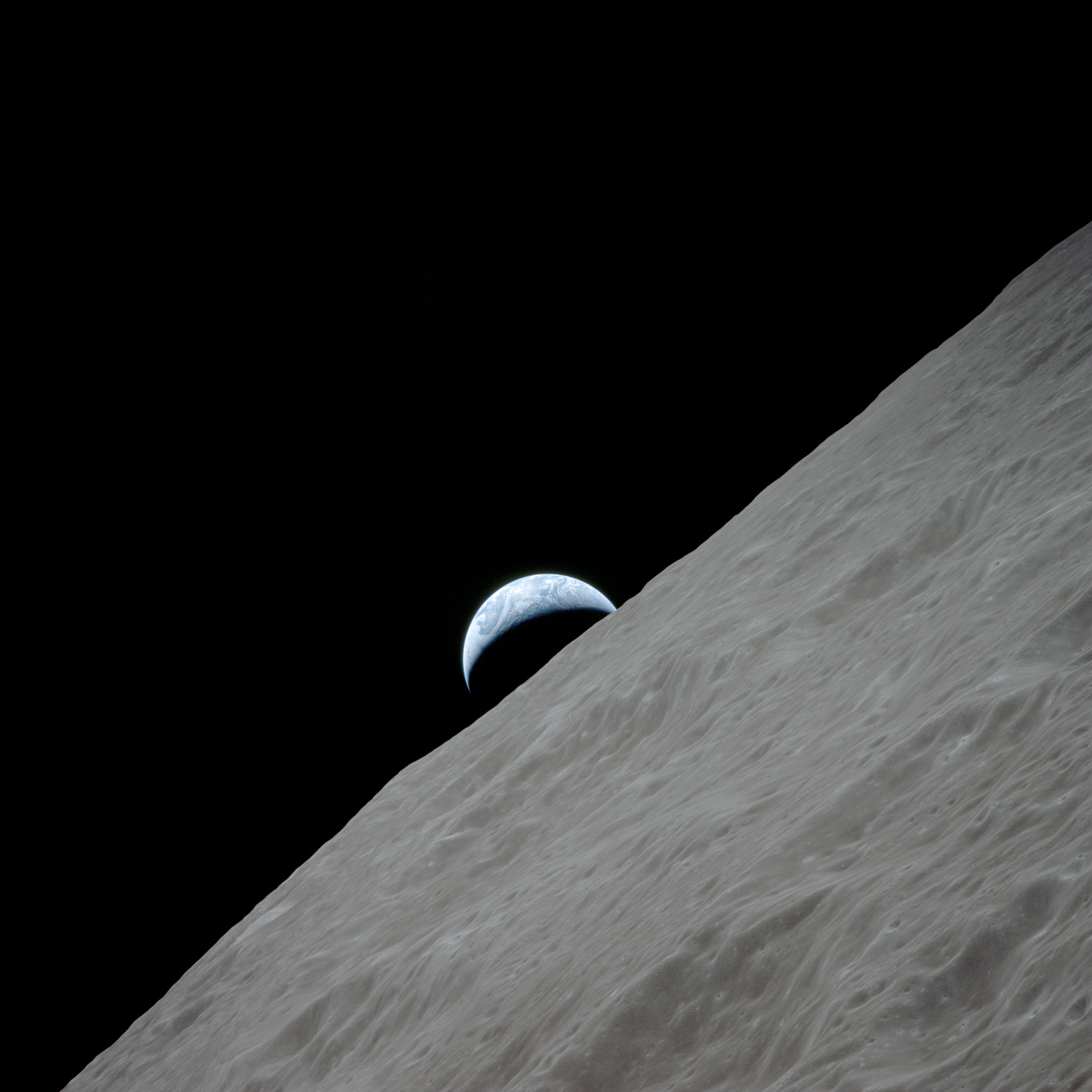
Terra crescente
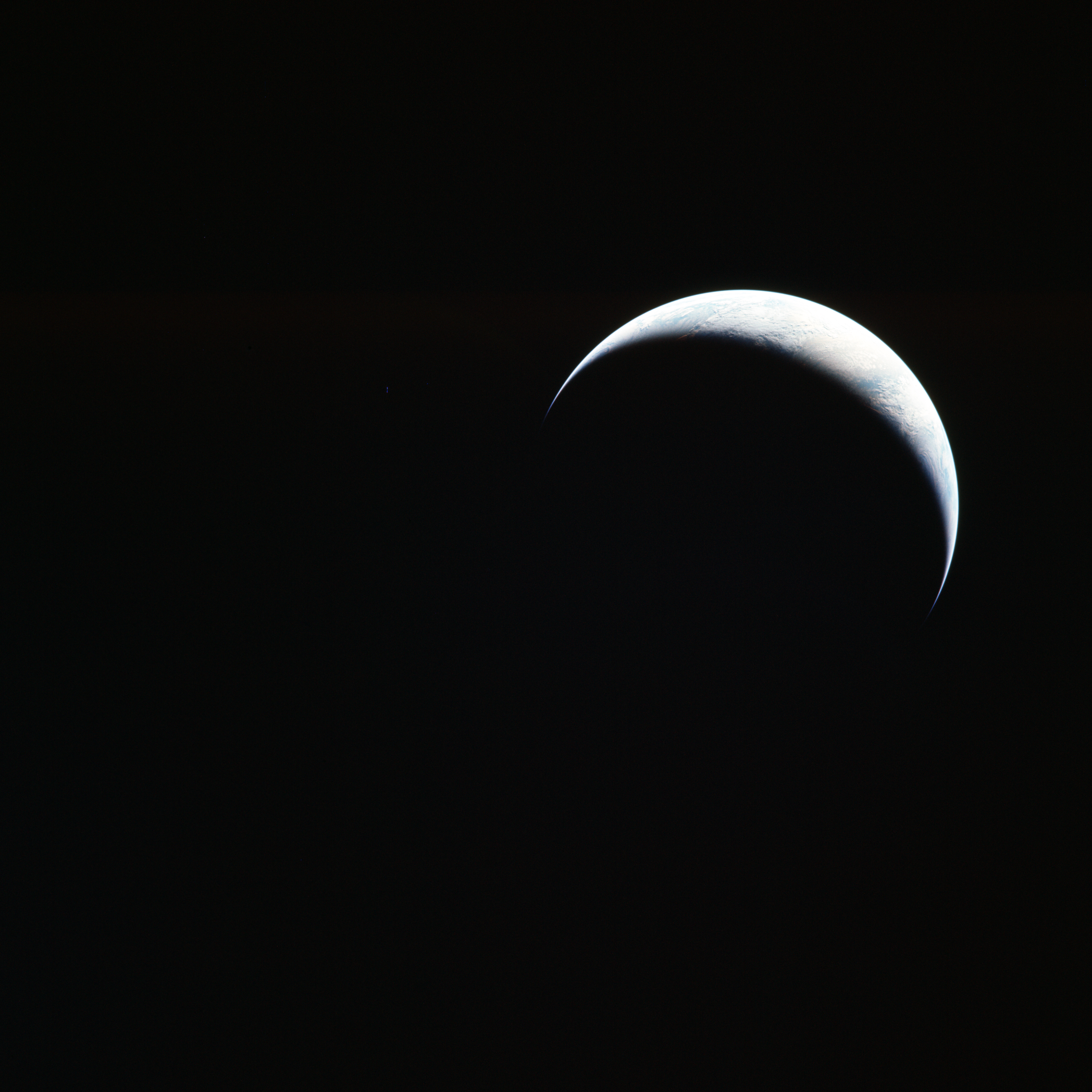
Terra crescente